# Tokyu Group
Die Tokyu Group (jap. 東急グループ, Tōkyū Gurūpu) ist ein japanischer Konzern mit Sitz in Shibuya, Tokio. Er ist um die Bahngesellschaft Tōkyū Dentetsu herum strukturiert. Die dazu gehörenden Unternehmen sind in den Sparten Verkehr, Immobilien, Einzelhandel, Freizeit, Kultur und Tourismus tätig, wobei die meisten darauf ausgerichtet sind, die Wertschöpfung des Tōkyū-Bahnnetzes in den Präfekturen Tokio und Kanagawa zu erhöhen.
Im Geschäftsjahr 2019/20 umfasste die TokyuGroup 232 Unternehmen und fünf Holdinggesellschaften. Aktuelle Zahlen für den gesamten Konzern werden nicht veröffentlicht, für das Geschäftsjahr 2007/08 wurden 2593,7 Milliarden Yen Umsatz und 48.515 Mitarbeiter ausgewiesen.

## Die wichtigsten Unternehmen

### Bahngesellschaften
- Tōkyū Dentetsu: Bahnverkehr in den Präfekturen Tokio und Kanagawa
- Izu Kyūkō: Bahnverkehr in der Präfektur Shizuoka
- Ueda Kotsū: Bahnverkehr in der Präfektur Nagano

### Busbetriebe
- Abashiri Kōtsū: Busverkehr in Abashiri
- Jōtetsu: Busverkehr in Sapporo und Umgebung
- Tokyu Bus: Busverkehr in der Region Tokio/Kawasaki/Yokohama
- Tokyu Transses: Charterbusse und Flughafenzubringer

### Weitere Verkehrsunternehmen
- Sendai International Airport Co., Ltd.: Betrieb des Flughafens Sendai
- Shimoda-Seilbahn: Luftseilbahn in Shimoda

### Einzelhandel
- Central Foods: Lebensmittelverarbeitung
- Shibuya Chikagai: Betrieb des Einkaufszentrums im Bahnhof Shibuya
- Tokyu Department Store: Kaufhauskette
- Tokyu Hands: Bau- und Heimwerkermärkte
- Tokyu Malls Development: Betrieb von Einkaufszentren
- Tokyu Station Retail Service: Bahnhofläden
- Tokyu Store: Supermärkte und Einkaufszentren
- 109: Modekaufhäuser

### Tourismus und Freizeit
- Tokyu Hotels: Betrieb von urbanen Hotels
- Tokyu Recreation: Kinos und Freizeitanlagen
- Tokyu Resorts & Stay: Betrieb von Ausflugshotels, Golfplätzen, Resorts
- Tokyu Share: Time-Sharing-Angebote

### Immobilien
- Tokyu Community: Unterhalt von Wohngebäuden
- Tokyu Facility Services: Unterhalt von Immobilien
- Tokyu Land: Immobilienhandel
- Tokyu Livable: Immobilienhandel

### Bauwesen
- Ishikatsu Exterior: Gartenbau und Landschaftsarchitektur
- Seiki Tokyu Industry: Straßenbau
- Tokyu Architects & Engineers: Planung von Gebäuden
- Tokyu Construction: Generalunternehmer
- Ch.Karnchang-Tokyu Construction Co. Ltd.: Thailands zweitgrößtem Bauunternehmen

### Kultur und Bildung
- Astronomisches Museum und Gotō-Planetarium
- Densha to basu no hakubutsukan: Eisenbahn- und Busmuseum
- Gotō-Kunstmuseum: Museum für asiatische Kunst
- Orchard Hall: Konzertsaal
- Tokyo City University: Technische Hochschule
- Tokyu Foundation: Bildungs- und Kulturförderung

### Sonstige
- itscom: Kabelfernsehen und Internet
- Tokyu Agency: Werbeagentur
- Tokyu Finance and Accounting: Buchhaltungsdienstleistungen
- Tokyu Hospital: Krankenhaus
- Tokyu Techno System: Umbau von Schienenfahrzeugen und Bussen

## Ehemals im Besitz der Tokyu Group (Auswahl)
- Daitōkyū: Konglomerat der Bahnunternehmen Tōkyū Dentetsu, Keikyū, Keiō Dentetsu und Odakyū Dentetsu
- Echigo Kōtsū: Busverkehr in der Präfektur Niigata
- Enoshima Dentetsu: Bahnunternehmen
- Gunma Bus: Busverkehr in der Präfektur Gunma
- Hakodate Bus: Busverkehr in der Region Hakodate
- Hokumon Bus: Busverkehr in der Präfektur Hokkaidō
- Japan Air System: Fluggesellschaft
- Kantō Bus: Busverkehr in der Region Kantō
- Kokumin Ginkō: Bank
- Ontake Kōtsū: Busverkehr in der Präfektur Nagano
- Sagami Tetsudō: Bahnunternehmen
- Shiroki: Herstellung von Automobilersatzteilen
- Shizuoka Tetsudō: Bahnunternehmen
- Tōei: Film- und Fernsehproduktionsgesellschaft
- Tōkyū Flyers: Profi-Baseballmannschaft
- Tokyu Air Cargo: Luftfracht
- Tokyu Car Corporation: Schienenfahrzeughersteller